# Васюринский
Васюринский — упразднённый хутор, в Тарумовском районе Дагестана.

## Географическое положение
Располагался в 6 км к югу от районного центра села Тарумовка и в 1 км от села Калиновка, на реке Прорва.

## История
Хутор образован в период Столыпинской реформы русскими переселенцами из центральных губерний России. В период укрупнения колхозов и переселения неперспективных сёл, всё население было переселено в село Калиновка.